# Один, два, три
«Один, два, три» (англ. One, two, three) — сатирическая комедия Билли Уайлдера по сценарию И. А. Л. Даймонда о жизни в Западном и Восточном секторах Берлина во время холодной войны.
В фильме едко высмеивается ментальность и поведение послевоенных как западных, так и восточных немцев, всё ещё живущих пережитками и комплексами бывшего тоталитарного государства, а также «полпредов» СССР  за границей, носителей «самой передовой коммунистической морали в мире».

## Действие
Берлин, август 1961 года. Только что за одну ночь была возведена Берлинская стена, внезапно разделившая город. Но западная и восточная части как и прежде продолжают жить — каждая своей жизнью. В столице ГДР Восточном Берлине, всё ещё со времён войны лежащем в руинах, под пение «Интернационала» нескончаемыми шеренгами идут демонстрации, по своей эстетике весьма напоминающие ещё недавние нацистские шествия нацистской Германии. Сменились лишь лозунги: теперь, в соответствии с политическим режимом, это не «Хайль Гитлер!», а — «Никита превыше всего!», «Кеннеди нет, Фидель да!» и «Yankee Go Home!»… Шеренги спортивно одетой коммунистической молодёжи несут бесконечные портреты Никиты Хрущёва, точно так как в свое время в СССР несли портреты Сталина. Голос за кадром: «Постоянные провокации с Востока не в состоянии вывести западно-берлинцев из равновесия, они слишком заняты восстановлением города и наслаждаются плодами демократии под защитой союзников». Камера показывает предприятие, которое в то время разворачивало свою деятельность в Западном Берлине — «Кока-кола».
Главный герой фильма, С. Р. Макнамара — директор филиала компании «Кока-кола» в Западном Берлине — предприимчивый, энергичный, харизматичный и честолюбивый мужчина среднего возраста. Он мечтает распространить деятельность компании на территорию всего Советского Блока и, таким образом, заполучить ещё 300 миллионов потенциальных потребителей Кока-Колы. Из-за постоянных переездов и чрезмерной занятости его брак под постоянной угрозой. Он считает своё назначение в Западный Берлин понижением в должности из-за предыдущей неудачи в Южной Америке, однако не сдаётся и мечтает о повышении — возглавить всё европейское управление компании и переселиться в Лондон. А пока что Макнамара вынужден уступить давлению своей жены — уехать в семейный отпуск подальше от дел. Однако его планам не суждено сбыться.
В повседневную жизнь Макнамары вплетается новенькая секретарша из «послевоенного поколения» по имени Ингеборг (актриса Лизелотта Пульвер), которая своей внешностью (длинноногая, стройная и сексуальная) и раскованными манерами больше похожа на «девушку по вызову» чем на деловую женщину (парафраз на довоенные персонажи немецкой кинозвезды Марлен Дитрих, но уже с новым «американским шармом»). Ингеборг пытается соблазнить своего шефа и он как-будто не против, но этому постоянно мешают внезапно меняющиеся обстоятельства. В кабинете Макнамары появляется «троица» торговых представителей СССР, которые выглядят одновременно как жулики и как гангстеры. Они предлагают Макнамаре сомнительную сделку с целью заполучить для СССР технологический секрет рецепта напитка «Кока-Колы». Макнамара прекрасно осведомлён о всех предыдущих преступных схемах советских, и на все его язвительные замечания они вынуждены лишь отвечать «no comment». Сделка с советскими полпредами уже почти расстроилась, но тут «морально-устойчивые» советские коммунисты замечают вертящую бёдрами длинноногую блондинку-секретаршу Ингеборг и соглашаются на продолжение отношений с Макнамарой, однако с непременным условием — на «деловых переговорах» в ресторане в Восточном секторе Берлина должна непременно участвовать и Ингеборг.
Из США звонит американский босс Макнамары, мистер Хэзелтайн. Он не хочет ничего слышать о перспективных проектах Макнамары торговли с СССР, но просит позаботиться о своей 17-летней дочери Скарлетт, типичной представительнице американской «золотой молодёжи». Легкомысленная Скарлетт, не знающая ограничений в своих амурных приключениях, уже успела на родине обручиться со звездой рок-н-ролла, а затем со звездой футбола. Рассерженный отец оправляет ей отвлечься и развеяться в Европу и просит Макнамару пристроить девушку к себе и присмотреть за ней в Берлине. Макнамара оказывается меж двух огней — обещанием жене поехать с ней в отпуск или предложением босса, от которого невозможно отказаться и от благосклонности которого наверняка зависит его судьба и перспектива повышения.
Не проходит и двух недель пребывания дочки босса в Берлине, как вдруг выясняется, что она успела тайно познакомиться с молодым восточно-берлинским коммунистом, влюбилась в него и выскочила за него замуж. Новоиспечённый муж Скарлетт — Отто Пиффль (актёр Хорст Буххольц, до этого известный российскому зрителю по фильму «Великолепная семёрка», 1960), являет собой пример типичного агрессивного левака-идеалиста и послевоенного европейского «шестидесятника» — мыслящий советскими антиамериканскими и антикапиталистическими пропагандистскими штампами, а вернее выкрикивающий их как лозунги. Одет он в неприменный атрибут «протестной молодёжи» того времени — нестираный свитер, мятые штаны и сандалиях на босу ногу. Но зато он мечтает уехать со Скарлетт в СССР и там получить диплом инженера-ракетчика.
В виду скорого приезда отца Скарлетт, мистера Хэзелтайна, Макнамара должен быстро сделать всё, чтобы расстроить их брак. Ему удаётся подстроить так, что Пиффля по возвращении в Восточный Берлин арестовывает полиция ГДР: как «американского шпиона» его бросают в тюрьму и пытают, заставляя снова и снова прослушивать песню «Itsy Bitsy Teenie Weenie Yellow Polkadot Bikini». Но тут вдруг выясняется одна небольшая но существенная деталь: Скарлетт беременна от Отто Пиффля. Макнамаре, чтобы хоть как-то спасти свою репутацию и должность, приходится принимать быстрое решение. И он решает вытащить немытого и нечёсанного пролетария и новоиспечённого мужа Скарлетт Отто Людвига Пиффля из восточногерманской тюрьмы и сделать из него респектабельного члена немецкого общества, а именно — «отпрыска знатного графского рода» и капиталиста, то есть перспективного зятя для своего босса.
В считанные часы до прилёта Хэзелтайна-отца в Берлин, под натиском предприимчивого и решительного Макнамары и давлением обстоятельств, вытащенный буквально «из грязи в князи» и ничего не смыслящий в бизнесе молодой Отто Пиффль, быстро усыновляется обнищавшим графом и стремительно преображается в элегантного дэнди, карикатурно копирующего Макнамару и его идеи, и фонтанирующего такими же несуразными, но на первый взгляд кажущимися оригинальными «деловыми предложениями». За полчаса киновремени на глазах у зрителя происходит разительная и головокружительная метаморфоза — превращение из убеждённого коммуниста-пролетария в респектабельного «аристократа».
Финал: прибывший из США, ничего не подозревающий и ничего не смыслящий в европейских делах типичный американский босс Хэзелтайн остаётся доволен Макнамарой и в восторге от своего нового зятя. Он тут же назначает молодого Пиффля, теперь уже «графа фон Дрост-Шаттенбурга», главой европейского управления фирмы в Лондоне — должность, о которой мечтал сам Макнамара. Но и Макнамара получает повышение, он назначен вице-президентом в штаб-квартире фирмы в США, и еле успевает на самолёт с улетающими в Штаты его женой и детьми.
Хеппи-энд: карьера, брак и семейный мир Макнамары спасёны, он удовлетворён. Перед вылетом из Берлина он покупает в автомате аэропорта бутылку Кока-Колы, но вместо неё автомат выдаёт бутылку смертельного конкурента компании — Пепси-Колу.

## В ролях
- Джеймс Кэгни — С.Р.Макнамара, директор берлинского филиала фирмы Кока-Кола
- Арлин Френсис — Филлис, жена С.Р.Макнамары
- Хорст Буххольц — Отто Людвиг Пиффль, молодой восточногерманский коммунист
- Говард Сент-Джон — Венделл Хэзелтайн, босс компании Кока-Кола в США
- Памела Тиффин — Скарлетт Хэзелтайн, дочь Венделла Хэзелтайна
- Лизелотта Пульвер — Ингеборг, секретарша Макнамары
- Леон Аскин — Перипетчиков, представитель Внешторга
- Ральф Вольтер — Бороденко, представитель КГБ
- Петер Капелль — Мишкин, представитель ЦК КПСС
- Ханнс Лотар — Шлеммер, помощник Макнамары, бывший офицер СС
- Карл Лиффен — Фриц, шофёр Макнамары
- Тил Киве — «свободный журналист» и бывший сослуживец Шлеммера по СС
- Хуберт фон Мейеринк — граф Вальдемар фон-унд-цу Дросте-Шаттенбург, приёмный «отец» Отто Пиффля

## Награды и номинации
- 1961 — попадание в десятку лучших фильмов по версии Национального совета кинокритиков США.
- 1962 — номинация на премию «Оскар» за лучшую операторскую работу в черно-белом фильме (Дэниел Фэпп).
- 1962 — две номинации на премию «Золотой глобус»: лучший фильм — комедия или мюзикл, лучшая женская роль второго плана (Памела Тиффин).
- 1962 — номинация на премию Гильдии сценаристов США за лучшую американскую комедию (Билли Уайлдер, И. А. Л. Даймонд).

## Критика
- Современные критики отмечают блестящую и гроссмейстерскую работу Билли Уайлдера («Лучший фильм о холодной войне на все времена»). Он красноречиво разоблачает немцев, американцев, русских..., все их предрассудки и клише - независимо от того, капиталист ли это или коммунист.[2]
- В прокате фильм провалился, что во многом объясняют неприкрытыми насмешками над идеологическими стереотипами эпохи холодной войны. В 70-е годы во время доминирования фильмов-катастроф Билли Уайлдер, терпевший одну финансовую неудачу за другой, иронически говорил: «Настоящие фильмы-катастрофы снимаю только я»[3].
- Феерический, невероятно быстрый темп фильма (по сравнению с послужившей для его сценария пьесой) — особенно его диалоги.
- «Примечательно, что Билли Уайлдер поставил в центре выдуманной истории реально существующую фирму Кока-Кола. В наше время представить себе что-либо подобное - это просто немыслимо, невозможно».